# Stenaldervej Kollegiet
Stenaldervej Kollegiet (opført 1989) er et kollegie beliggende lidt uden for Aarhus på Holmstrup Mark. Kollegiet består af 40 enkeltværelser samt 6 lejligheder, og der kan således bo 52 personer.

## Husene
De 40 værelser er opdelt på 5 huse i hver to etager. De er bygget op således, at 4 værelser ligger omkring et fællesrum med køkken, spisebord samt sofagruppe. De 6 lejligheder er fordelt på 3 huse i en etage og består af soveværelse, stue/køkken samt badeværelse.
Foruden beboelsesbygningerne findes der på kollegiet et mindre fælleshus, hvori der er vaskerum, varmemesterkonter o.l.
56°10′23″N 10°7′34″Ø / 56.17306°N 10.12611°Ø